# Liesl Bareuther
Liesl (Elsa) Bareuther (* 7. Januar 1894 in Haslau; † 8. September 1970 in Rom) war eine österreichische Malerin. Sie malte vor allem Landschaften, Blumenstücke und Architekturen.

## Leben
Liesl Bareuther kam in Haslau bei Eger zur Welt und wird daher mitunter als egerländische Künstlerin bezeichnet. Sie wohnte in Baden bei Wien, bevor sie 1930 nach Wien zog. Dort war sie eine Schülerin von Olga Wisinger-Florian, Alexander Demetrius Goltz und Oswald Grill. Weiters studierte sie an der Wiener Frauenakademie bei Ferdinand Kitt und Richard Harlfinger. 1930 nahm sie als Schülerin und 1937 als ehemalige Schülerin an Ausstellungen der Frauenakademie teil.
Schon vor dieser formalen Ausbildung war Bareuther viele Jahre künstlerisch aktiv. 1914 präsentierte sie bei der 46. Ausstellung der Wiener Secession das Ölbild Roter Mohn. Regelmäßig beschickte sie Ausstellungen des 1915 gegründeten Kunstvereins Baden, beginnend mit dessen ersten Ausstellung im Jahr 1916, auf der sie das Ölbild Am Prater zeigte. Ab den 1920er Jahren war Bareuther bei den Jahresausstellungen der Gesellschaft bildender Künstlerinnen und Künstler Österreichs (Künstlerhaus Wien) vertreten. Sie war Mitglied der Vereinigung bildender Künstlerinnen Österreichs und des Vereins der Eisenstädter Kunstfreunde (ab 1934 Burgenländischer Kunstverein, 1938 aufgelöst). Zeitweilig lebte sie im burgenländischen Siegendorf.
Auch in der Zeit des Nationalsozialismus blieb Bareuther aktiver Teil des Kunstbetriebs. Sie gehörte dem 1937 gegründeten antisemitischen Bund deutscher Maler Österreichs an und der Reichskammer der bildenden Künste (Mitgliedsnummer 25.049). 1943 nahm sie mit dem Ölgemälde Das Stubaital an der Großen Deutschen Kunstausstellung in München teil.
In den 1950er Jahren waren Bareuthers Werke unter anderem bei mehreren Niederösterreichischen Landeskunstausstellungen zu sehen. 1956 beantragte sie die Mitgliedschaft im Wiener Künstlerhaus, erhielt jedoch aufgrund ihres Geschlechts nicht die Stimmenmehrheit bei der Ausstellungskommission, da die Aufnahme von Frauen als ordentliche Mitglieder zu dieser Zeit noch umstritten war. 1967 wurde sie schließlich als Mitglied aufgenommen.
Bareuther unternahm eine Reihe von Reisen, auf denen sie Motive für ihre Landschafts- und Architekturbilder fand. Neben inländischen Ausflugszielen (u. a. Bad Gastein, Salzkammergutseen, Wachau) besuchte sie Frankreich (Paris), Italien (Florenz, Venedig, Genua, Amalfi, Camogli, Ischia, Gardasee, Südtirol), Griechenland und Ägypten.
Liesl Bareuther starb 1970 mit 76 Jahren bei einem Verkehrsunfall während einer Studienreise in Rom. Sie wurde vor Ort eingeäschert und ihre Urne später am St. Helena Friedhof in Baden bei Wien beigesetzt.
Das Wiener Künstlerhaus verlieh ab 1992 den „Liesl-Bareuther-Preis“ an bildende Künstler, darunter Erika Seywald, Hortensia Fussy und Ulrike Truger. Gestiftet wurde der Preis von einer Erbin Liesl Bareuthers.

## Werk
Liesl Bareuther malte impressionistische Landschaften, Stillleben (insbesondere Blumenstücke) und Architekturbilder in Öl, Aquarell und Gouache. Die Motive für ihre Landschaftsbilder und Architekturen fand sie sowohl in der heimischen Umgebung von Baden bei Wien als auch auf ihren internationalen Studienreisen. Charakteristisch für ihre Werke sind farbig lockere Impressionen innerhalb einer festgefügten Zeichnung.
Werke von Bareuther befinden sich in den Sammlungen der Wiener Albertina, Artothek des Bundes, Museum Niederösterreich, Kulturamt der Stadt Wien und Bundes-Ministerium für Unterricht und Kunst.
Werke (Auswahl)
- Roter Mohn, Öl, 1914 Ausstellung Wiener Secession
- Schloss Niederweid vor der Restaurierung, Kreide, Gouache, laviert, Passepartout: 296 × 441 mm, Albertina, Dauerleihgabe der Artothek des Bundes, Inventarnummer 35367[13]
- In Porto d’Ischia, Gouache, laviert, Passepartout: 319 × 463 mm, Albertina, Dauerleihgabe der Artothek des Bundes, Inventarnummer 35368[14]
- Bauernblumen, Öl auf Leinwand, 60 × 50 cm, Artothek des Bundes (Erwerb 1964), Inventarnummer 8741[15]
- Malven und Pelargonien bzw. Gelbe Rosen, Öl, 1919 Frühjahr- bzw. Herbst-Ausstellung des Österreichischen Künstlerbundes[16][17]
- Am Prater, Öl, Ausstellung 1916 Kunstverein Baden
- Alt-Badener Hof, Ausstellung 1921 Kunstverein Baden[18]
- Auf der Altane des Rathauses (Rothenburg), Ausstellung 1928 Kunstverein Baden[19]
- Pfingstrosen, Astern, Obergurgl und Heiligenkreuz, Öl, Ausstellung Herbst 1936, Österreichischer Künstlerbund[20]
- Rothenburg, Illustration in Der Getreue Eckart. 10. Jg., Oktober 1932
- Winterabend, 1937 Ausstellung Wiener Künstlerhaus[21]
- Schloss Goldenstein mit Untersberg, 1937 Ausstellung Künstlerhaus Salzburg[22]
- Marktplatz in Eger, Stiftshof in Heiligenkreuz, 1937 Sudetendeutsche Kunstausstellung[23]
- Sonniger Abend an der Donau, 1938 Landeskunstausstellung Klosterneuburg[24]
- Blumen am Fenster, 1952 Ausstellung Wiener Künstlerhaus[25]
- Chioggia, 1952 Ausstellung VBKÖ[26]

## Ausstellungen (Auswahl)
- 1914: Wiener Secession
- 1916–1918, 1921, 1923, 1927, 1928–1931: Kunstverein Baden
- 1919, 1920, 1936: Österreichischer Künstlerbund, C. J. Wawra, Wien / Glaspalast im Burggarten, Wien
- 1923, 1924, 1937, 1947, 1950: Künstlerhaus Salzburg
- 1927: Wachauer Künstlerbund, Theseustempel, Wien
- 1930, 1932, 1950, 1952, 1953: Vereinigung bildender Künstlerinnen Österreichs
- 1937, 1938, 1943, 1952, 1954: Genossenschaft der bildenden Künstler Wiens, Wiener Künstlerhaus
- 1937: Sudetendeutsche Kunstausstellung
- 1938, 1952, 1953, 1958: Niederösterreichische Landeskunstausstellung, Stift Klosterneuburg/Waidhofen an der Thaya/Amstetten/Kurhaus Baden
- 1940: Künstlerisches Frauenschaffen, Ausstellungshaus Friedrichstraße, Wien
- 1943: Große Deutsche Kunstausstellung, München
- 1954: Kollektivausstellung Badener Künstler, Niederösterreichisches Landesmuseum, Wien
- 1965: Die bildende Kunst in Niederösterreich von 1945 bis 1965, Blau-Gelbe Galerie, Niederösterreichisches Landesmuseum
- 2002: Garten der Frauen, Niederösterreichisches Dokumentationszentrum für moderne Kunst
- 2022: Werke der 1894 in Haslau geborenen österreichischen Kunstmalerin Liesl Bareuther († 1970), Heimatmuseum Haslau und Umgebung, Dettelbach[27]